# Chiesa di Sant'Orsola a Chiaia
La chiesa di Sant'Orsola a Chiaia (o di Sant'Orsola dei Mercedari Spagnoli, o anche Parrocchia di Santa Maria della Mercede a Chiaia) è una chiesa di Napoli, sita in largo Sant'Orsola lungo via Chiaia.

## Storia
La struttura religiosa, in passato, altro non era che una piccola cappella gentilizia costruita intorno alla metà del XVI secolo dal nobile spagnolo Annibale de Troyanis y Mortella e dedicata a Sant'Orsola. Nel 1569 fu donata ai padri dell'Ordine di Santa Maria della Mercede, che nel 1576 la demolirono per far posto ad una fabbrica più grande a cui fu annesso il nuovo convento. Nel 1850 la chiesa fu rimaneggiata; nel 1875 il chiostro che ospitava il cimitero dei monaci fu demolito e al suo posto fu costruito il Teatro Sannazaro. Il convento continuò ad essere abitato dai Padri Mercedari fino al 1923.

## Descrizione
L'edificio, seppur abbia perso buona parte del suo pregio originario, poiché quasi nulla è rimasto delle strutture iniziali dopo i restauri dell'Ottocento, mostra, di quest'ultimo periodo, pregevoli affreschi sugli archi della navata e sulla volta, eseguiti da G. Gravante (Storie della Vergine, 1851, Redenzione dei cattivi, 1852). Nel transetto destro sono esposte due tavole seicentesche ( Il San Girolamo e La Maddalena in estasi), in origine situate nella cripta, e una tela raffigurante Il Martirio di Sant'Orsola.
Sulla cantoria in controfacciata si trova l'organo a canne, costruito nel 1853 da Raffaele De Feo. Lo strumento è a trasmissione integralmente meccanica e dispone di 10 registri, e la sua consolle - a finestra - ha un'unica tastiera e pedaliera. Il materiale fonico è integralmente racchiuso all'interno della cassa lignea decorata con intagli e dorature, e la mostra (composta da tre cuspidi di canne di principale collocate entro altrettanti campi) è chiusa da portelle.